# Russische kerk (Wiesbaden)
De Russische kerk van de Heilige Elisabeth (Duits: Russisch-Orthodoxe Kirche der heiligen Elisabeth in Wiesbaden, Russisch: Русский православный храм Св. Праведной Елисаветы в Висбадене) in Wiesbaden (Duitsland) is een van de oudste Russisch-orthodoxe kerken in West-Europa. In 1855 werd op aandringen van Adolf van Luxemburg, toen hertog van Nassau, de eerste Russische kerk in Wiesbaden gebouwd, als tombe voor zijn overleden vrouw Elisabeth Michajlovna van Rusland. De kerk is gelegen op de Neroberg.